# Martinópolis
Martinópolis este un oraș în São Paulo (SP), Brazilia.